# تأثير ماسنيرهيبونغ

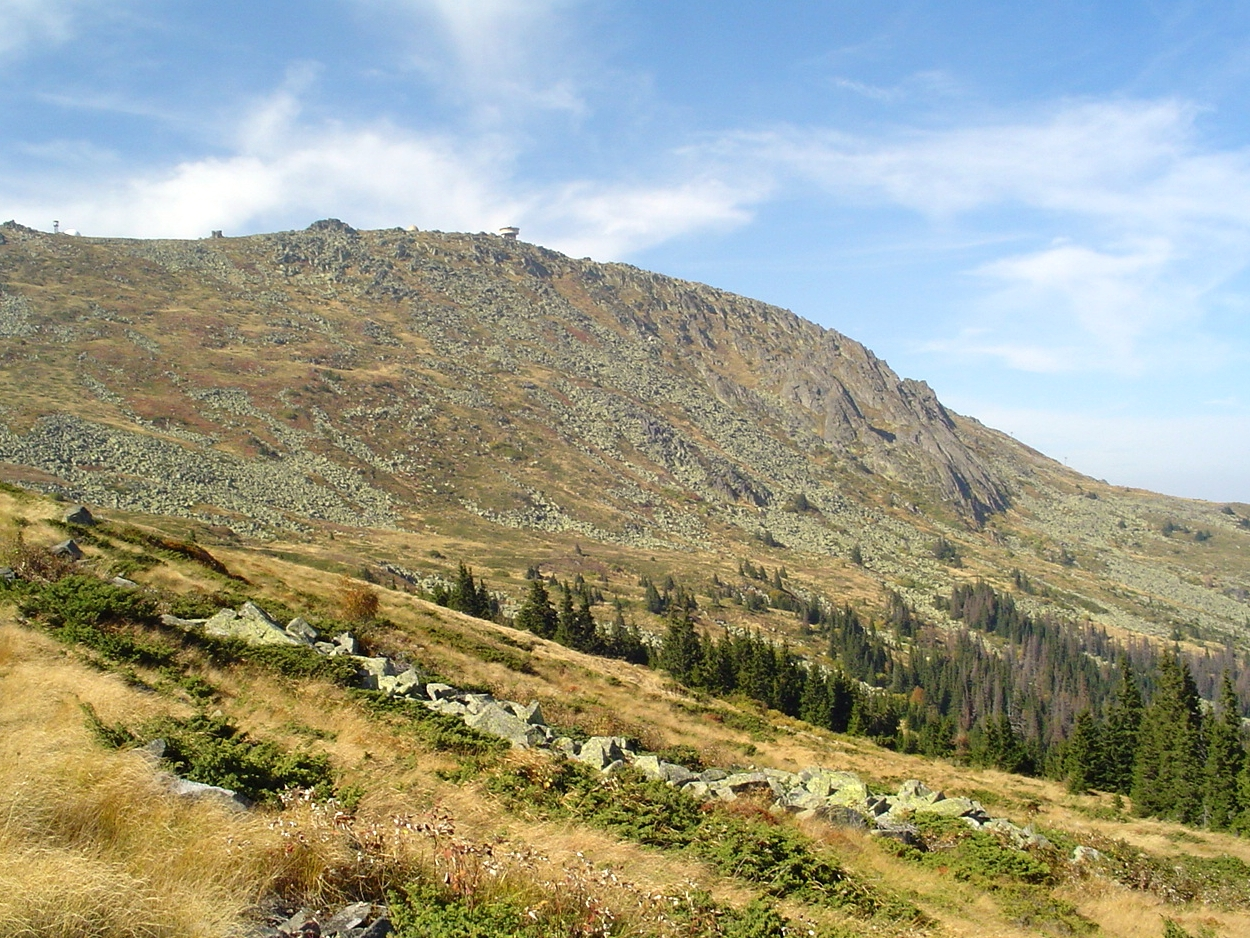

تأثير ماسنيرهيبونغ (بالألمانية: Massenerhebung) (ارتفاع كتلة الجبل) يصف التنوع في خط الشجر وفقا لحجم وموقع الجبل. بشكل عام يكون للجبال التي تيحيط بها سلسلة جبلية عادة خط شجر أكثر ارتفاعا من الجبال المنفردة، وذلك بسبب العزل الحراري وتظليل الريح. هذا التأثير ضروري لتحديد أنماط المناخ في المناطق الجبلية، بحيث قد يكون للمناطق التي لها نفس الارتفاع والعرض الجغرافي طقس مختلف بشكل كبير وفقا للسلاسل الجبلية المحيطة بها.
على سبيل المثال جبل غونونغ بالونغ الذي يقع في ساحل جزيرة بورنيو يتضمن غابة حزازية على ارتفاع 900 متر، بينما تبدأ الغابة الجبلية في جبل غونونغ مولو على ارتفاع 1200 متر وبجبل كينابالو على ارتفاع 1800 متر.